# Mistrzostwa Azji we Wspinaczce Sportowej 2017
Mistrzostwa Azji we Wspinaczce Sportowej 2017 – 25. edycja Mistrzostw Azji we wspinaczce sportowej, która odbyła się w dniach 18–21 września 2017 w irańskim Teheranie.

## Harmonogram
| Wrzesień 2017       | 17 Nd | 18 Pn | 19 Wt | 20 Śr | 21 Cz | 22 Pt |
| ------------------- | ----- | ----- | ----- | ----- | ----- | ----- |
| Wspinaczka sportowa |       | E     | 2     | E     | 6     |       |

Legenda
| E | Eliminacje |  | Finał (ilość) |

## Konkurencje
Mężczyźni
- bouldering, prowadzenie oraz wspinaczka na czas indywidualnie i zespołowo w sztafecie,

Kobiety
- bouldering, prowadzenie oraz wspinaczka na czas indywidualnie i zespołowo w sztafecie.

## Medaliści
| Konkurencja                            | Złoto                                                             | Srebro                                                                | Brąz                                                                       |
| -------------------------------------- | ----------------------------------------------------------------- | --------------------------------------------------------------------- | -------------------------------------------------------------------------- |
| Mężczyźni                              |                                                                   |                                                                       |                                                                            |
| bouldering.                            | Japonia · Kokoro Fujii                                            | Japonia · Yoshiyuki Ogata                                             | Japonia · Keita Watabe                                                     |
| prowadzenie.                           | Japonia · Kokoro Fujii                                            | Chiny · Qu Haibinu                                                    | Japonia · Yoshiyuki Ogata                                                  |
| wsp. na czas.                          | Iran · Reza Alipour                                               | Chiny · Zhong Qixin                                                   | Indonezja · Aspar Jaelolo                                                  |
| sztafeta – wspinaczka na czas.         | Indonezja · Aspar Jaelolo · Sabri · Rindi Sufriyanto ·            | Iran · Ehsan Asrar · Mohammad Reza Ehteshamnia · Hamid Reza Touzandeh | Indonezja · Muhammad Hinayah · Septo Wibowo Siburian · Abu Dzar Yulianto · |
| Kobiety                                |                                                                   |                                                                       |                                                                            |
| bouldering.                            | Japonia · Akiyo Noguchi                                           | Japonia · Aya Onoe                                                    | Tajlandia · Puntarika Tunyavanich                                          |
| prowadzenie.                           | Japonia · Aya Onoe                                                | Japonia · Akiyo Noguchi                                               | Japonia · Mei Kotake                                                       |
| wsp. na czas.                          | Indonezja · Puji Lestari                                          | Chiny · Song Yiling                                                   | Indonezja · Aries Susanti Rahayu                                           |
| sztafeta – wspinaczka na czas na czas. | Indonezja · Puji Lestari · Aries Susanti Rahayu · Santy Wellyanti | Indonezja · Fitriyani · Rajiah Sallsabillah · Dhorifatus Syafi'iyah   | Iran · Farnaz Esmaeilzadeh · Azam Karami · Hadis Nazari                    |

## Klasyfikacja medalowa
* Gospodarz zawodów został zaznaczony tym kolorem.
|                   |                   |   |   |   |    |  |  |  |  |
| 1                 | Japonia           | 4 | 3 | 3 | 10 |  |  |  |  |
| 2                 | Indonezja         | 3 | 1 | 3 | 7  |  |  |  |  |
| 3                 | Iran              | 1 | 1 | 1 | 3  |  |  |  |  |
| 4                 | Chiny             | 0 | 3 | 0 | 3  |  |  |  |  |
| 5                 | Tajlandia         | 0 | 0 | 1 | 1  |  |  |  |  |
| Ogółem (5 państw) | Ogółem (5 państw) | 8 | 8 | 8 | 24 |  |  |  |  |

Źródła: